# Ляньчжоу
Ляньчжо́у (кит. упр. 连州, пиньинь Liánzhōu) — городской уезд городского округа Цинъюань провинции Гуандун (КНР).

## История
Во времена империи Хань здесь был образован уезд Гуйян (桂阳县).
Во времена империи Суй в 590 году была создана Ляньчжоуская область (连州), власти которой разместились в уезде Гуйян. После монгольского завоевания и образования империи Юань уезд Гуйян был ликвидирован, и Ляньчжоуская область стала безуездной. Во времена империи Цин в 1727 году область стала «непосредственно управляемой» (то есть стала подчиняться напрямую провинциальным властям, минуя промежуточный статус в виде управы), став Ляньчжоуской непосредственно управляемой областью (连州直隶州). После Синьхайской революции в Китае была проведена реформа структуры административного деления, в ходе которой области были упразднены, и поэтому в 1912 году Ляньчжоуская непосредственно управляемая область была преобразована в уезд Ляньсянь (连县).
Во время войны с Японией в связи с тем, что в октябре 1938 года японским десантом был захвачен Гуанчжоу, гоминьдановские власти провинции Гуандун переехали в уезд Ляньсянь и оставались здесь до 1943 года, после чего переехали в Шаогуань.
После вхождения этих мест в состав КНР был образован Специальный район Бэйцзян (北江专区), и уезд Ляньсянь вошёл в его состав. В 1952 году Специальный район Бэйцзян был расформирован, и уезд перешёл в состав Административного района Юэбэй (粤北行政区). В конце 1955 года было принято решение о расформировании Административного района Юэбэй, и с 1956 года уезд вошёл в состав Специального района Шаогуань (韶关专区).
В 1959 году Ляньнань-Яоский автономный уезд, Ляньшань-Чжуан-Яоский автономный уезд, и уезды Ляньсянь и Яншань были объединены в Ляньянский многонациональный уезд (连阳各族自治县). В 1960 году уезд Яншань был воссоздан, а Ляньянский многонациональный уезд был переименован в Ляньчжоуский многонациональный уезд (连州各族自治县). В 1961 году Ляньсянь был вновь выделен в отдельный уезд.
В 1970 году Специальный район Шаогуань был переименован в Округ Шаогуань (韶关地区).
В июле 1983 года округ Шаогуань был преобразован в городской округ Шаогуань.
Постановлением Госсовета КНР от 7 января 1988 года был образован городской округ Цинъюань, и уезд перешёл в его состав.
В 1994 году уезд Ляньсянь был преобразован в городской уезд Ляньчжоу.

## Административное деление
Городской уезд делится на 10 посёлков и 2 национальные волости.